# 356 f.Kr.

## Händelser

### Efter plats

#### Persiska riket
- Efter att ha skyllt Filip II:s nederlag i Thessalien och Chalkidike på sina kollegor blir Kares ensam atensk befälhavare. Han behöver pengar för krigsinsatsen, men vägrar be Aten om dem så han går, delvis tvingad av sina legosoldater, i tjänst hos den upproriske persiske satrapen Artabazps av Frygien som belönar honom generöst.
- Artabazos av Frygien stöds också av thebierna, som skickar honom 5 000 man under sin general Pammenes. Med hjälp av dessa och andra allierade besegrar Artabazos sina persiska fiender i två stora slag.
- Den persiske kungen Artaxerxes III beordrar alla satraper (guvernörer) i sitt rike att avskeda sina legosoldater. Atenarna, som från början hade godkänt sina legosoldaters samarbete med Artabazos av Frygien, beordrar dem att ge sig av, eftersom de fruktar, att perserna ska stödja de upproriska städerna Kios, Rhodos och Kos. Thebe följer exemplet och drar tillbaka sina legosoldater.
- När kung Artaxerxes III nu har lyckats beröva Artabazos sina atenska och thebiska allierade blir Artabazos besegrad av kungens general Autofradates.

#### Grekland
- Filip II av Makedonien erbjuder i hemlighet atenarna att återlämna staden Amfipolis till dem i utbyte mot den värdefulla hamnstaden Pydna. Trots att atenarna går med på detta blir både Pydna och Potidaia erövrade av makedonierna (tillsammans med andra atenska fästen i Thessalien och Chalkidike) även om de försvaras av atenska styrkor under generalerna Kares, Ifikrates och Timotheios befäl.
- När Pydna och Potidaia nu är erövrade bestämmer sig Filip II för att behålla Amfipolis ändå. Han erövrar också staden Krenides från odrysaerna och döper om den till Filippi.
- Fokierna erövrar och plundrar Delfi på vars territorium det berömda templet och oraklet finns. Ett heligt krig förklaras mot dem av de andra medlemmarna i det stora amfiktyoniska förbundet. Fokierna, som leds av de båda dugliga generalerna Filomelos och Onomarkos, använder Delfis rikedomar till att värva en legoarmé, för att föra in kriget i Boeotien och Thessalien.
- Första bundsförvantskriget eller "De allierades krig" utbryter mellan det andra atenska imperiet, lett av Aten, och dess revolterande allierade Kios, Rhodos och Kos samt den självständiga stadsstaten Byzantion. Mausollos, tyrannen av Karien, anstiftar upproret mot den atenska kontrollen över dessa stater. De upproriska allierade härjar öarna Lemnos och Imbros som är lojala till Aten.
- De atenska generalerna Kares och Kabrias får befälet över den atenska flottan med målet att besegra de upproriska städerna. Kabrias blir dock besegrad och han själv dödad, när den anfaller ön Kios utanför Joniens kust.
- Kares får hela befälet över den atenska flottan och drar sig tillbaka till Hellesponten för att gå mot Byzantion. Generalerna Timotheios, Ifikrates och hans son Menestheos skickas att hjälpa honom, när fiendeflottan siktas vid Hellesponten. Timotheios och Ifikrates vägrar gå i strid, på grund av en kraftig storm, men Kares går i strid och förlorar många fartyg. Timotheios och Ifikrates anklagas därför av Kares och ställs inför rätta; dock är det bara Timotheios som blir dömd att betala böter.

#### Romerska republiken
- En plebej väljs för första gången till diktator i Rom.

#### Kina
- Med de reformer han inleder detta år påbörjar den kinesiske premiärministern Shang Yang en förändring av den en gång marginella gränsstaten Qin till att bli den mest dominanta militärmakten bland de krigande staterna i Kina under 200-talet f.Kr.

### Efter ämne

#### Arkitektur
- 20 juli – Artemistemplet i Efesos bränns ner av en galning vid namn Herostratos, varvid ett av antikens sju underverk går förlorat. Detta stora tempel byggdes av kung Krösus av Lydien omkring 550 f.Kr. Det var berömt inte bara för sin storlek (110 x 55 meter) utan också för de många konstverk, som omgav det. Enligt legenden inträffar branden samma dag, som Alexander den store föds.

## Födda
- 20 juli – Alexander den store, kung av Makedonien 336–323 f.Kr.
- Hefaistion, makedonsk adelsman, rytteribefälhavare hos Alexander den store (död 324 f.Kr.)

## Avlidna
- Kabrias, atensk general.